# Forte di Fuentes
Il forte di Fuentes è una costruzione militare che si trova a Colico, in provincia di Lecco. Sorge sulla collina di Monteggiolo nella piana alluvionale che in passato era chiamata Pian di Colico, ora è detta Pian di Spagna.
Il trivio di Fuentes era un importante crocevia tra la Valchiavenna, la Valtellina e l'Alto Lario: questo luogo conserva nel nome la memoria storica di importanti eventi che videro protagonisti i dominatori spagnoli. La concreta testimonianza della loro presenza è documentata dai ruderi di quello che fu il forte di Fuentes, situato alla sommità dell'ultimo "Montecchio" di Colico.

## L'edificazione nel 1600
La costruzione fu voluta da don Pedro Enríquez de Acevedo, conte di Fuentes, governatore dello Stato di Milano, per conto della corona di Spagna.
Erano i primi anni del Seicento e gli spagnoli non avevano ancora ottenuto il pieno controllo dei valichi alpini: questo esponeva al pericolo di eventuali attacchi, soprattutto da parte dei francesi. Il poderoso forte, la cui cinta muraria è a forma stellare secondo gli schemi dell'epoca, doveva dissuadere eventuali mire espansionistiche dei francesi.
La decisione di costruire la fortezza non piacque però ai Grigioni, alleati dei francesi, che cercarono invano di impedirne la realizzazione premendo sui confini dello stato.
La costruzione del forte fu finanziata tramite ingenti tasse imposte dagli spagnoli alla città di Como.
Al fine di mascherare l'avanzamento i lavori, don Pedro ordinò la realizzazione di una palizzata atta a tenere lontani sguardi indesiderati.
La costruzione iniziò il 25 ottobre 1603 e terminò il 11 giugno 1604. La benedizione della chiesa del forte avvenne il 4 dicembre 1604, nel giorno della memoria liturgica di Santa Barbara, elevata a titolare dello stesso edificio religioso. 
La progettazione del forte fu affidata all'ingegnere militare Gabrio Busca. Nel 1606 l'edificio perciò era già completato nelle parti fondamentali e si apprestava ad ospitare le prime guarnigioni: otto compagnie di fanteria, duemila guastatori e venti pezzi di artiglieria, rinforzato in seguito da altri otto pezzi. 
Il forte era una costruzione bastionata con muraglioni continui in pietra locale, di pianta trapezoidale, complessivamente stellare. La porta di accesso, con ponte levatoio e due posti di guardia, si apre a sud con andamento a tenaglia, un'altra piccola porta è aperta sul lato nord.
All'interno oltre alla piazza d'armi, c'erano gli alloggiamenti delle truppe, la residenza del comandante, l'ospedale, i magazzini, la cappella, il forno ed il mulino. All'esterno era ubicato il cimitero.
Strutture accessorie del forte di Fuentes (alcune costruite in epoca precedente ed adattate allo scopo), la torretta del Passo, il forte d'Adda, il torrino di Borgofrancone, la torretta di Curcio e la torre di Fontanedo.
Il forte fu visitato una sola volta dal suo ideatore il 5 novembre 1604 durante una ispezione. Il primo vero utilizzo del forte avvenne durante il cosiddetto "sacro macello" quando le truppe dei Grigioni vennero prese a cannonate. Fu costruita anche una grande cisterna, nella tenaglia superiore, ma studi recenti hanno dimostrato che quello scavo, inizialmente fatto per contenere acqua, fu poi effettivamente utilizzato come magazzino, dopo essere stato dotato di tetto e scale di salita e discesa in legno.
Nel 1607, il forte era completo.

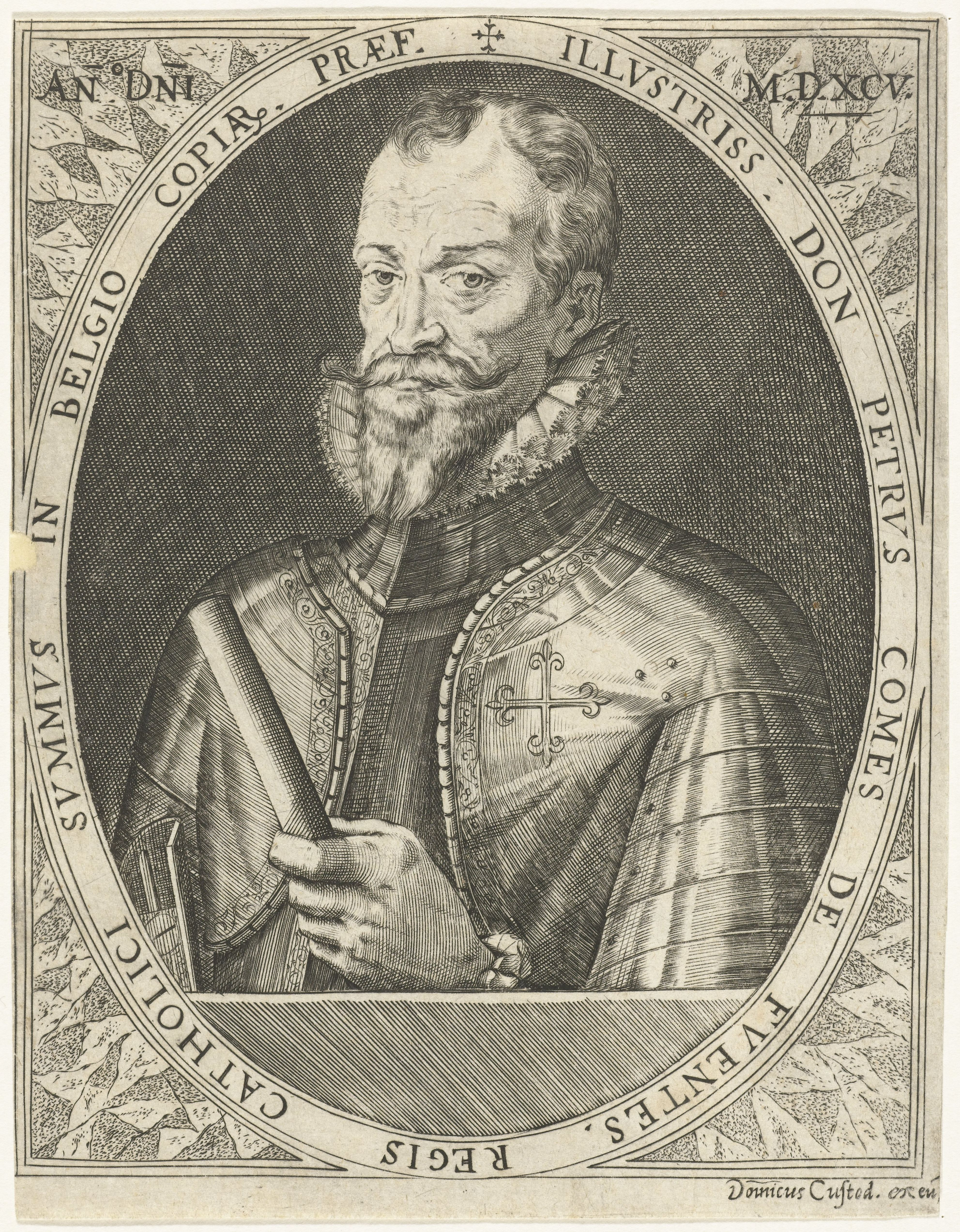
Il conte di Fuentes
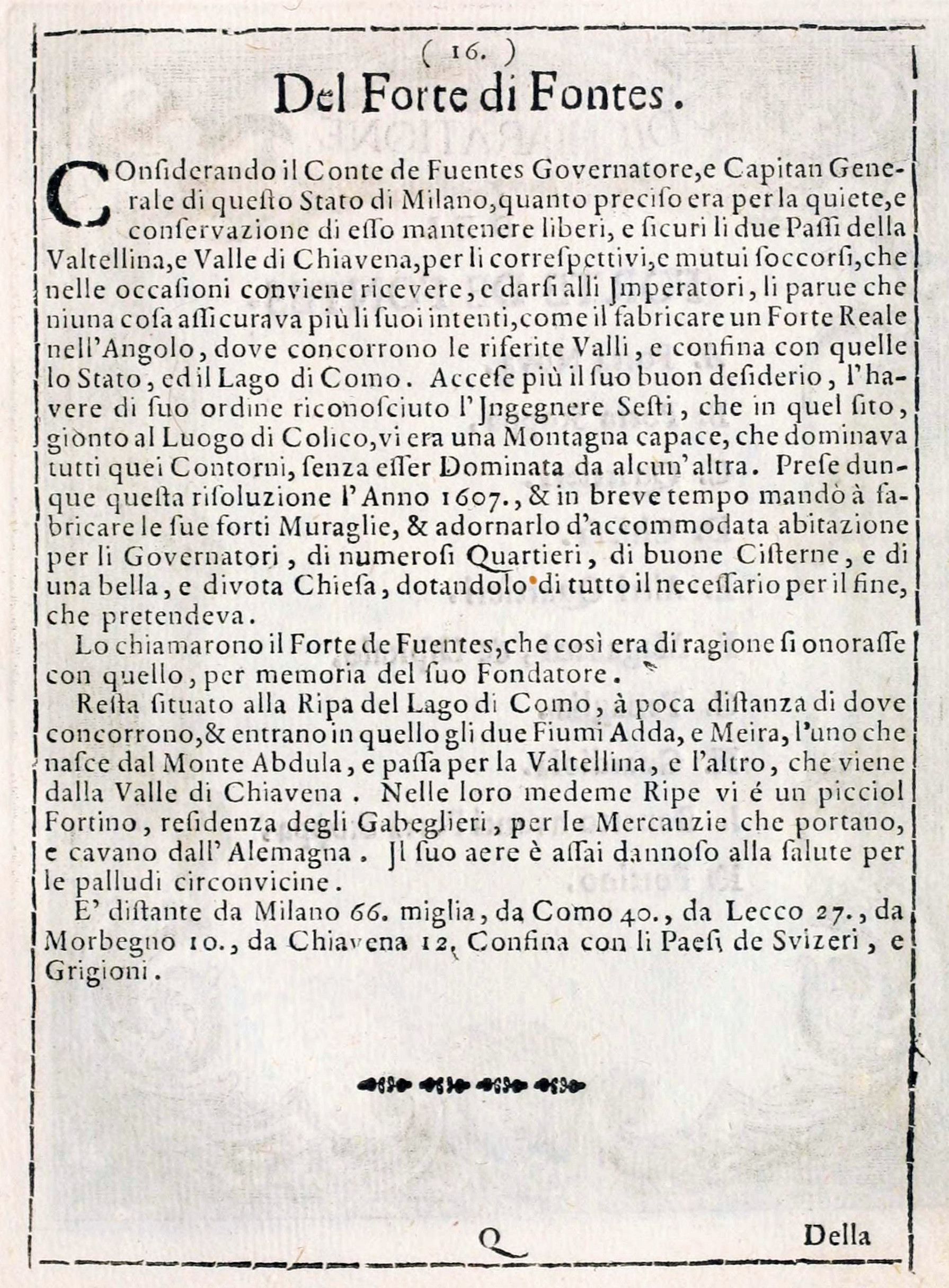
Descrizione del forte
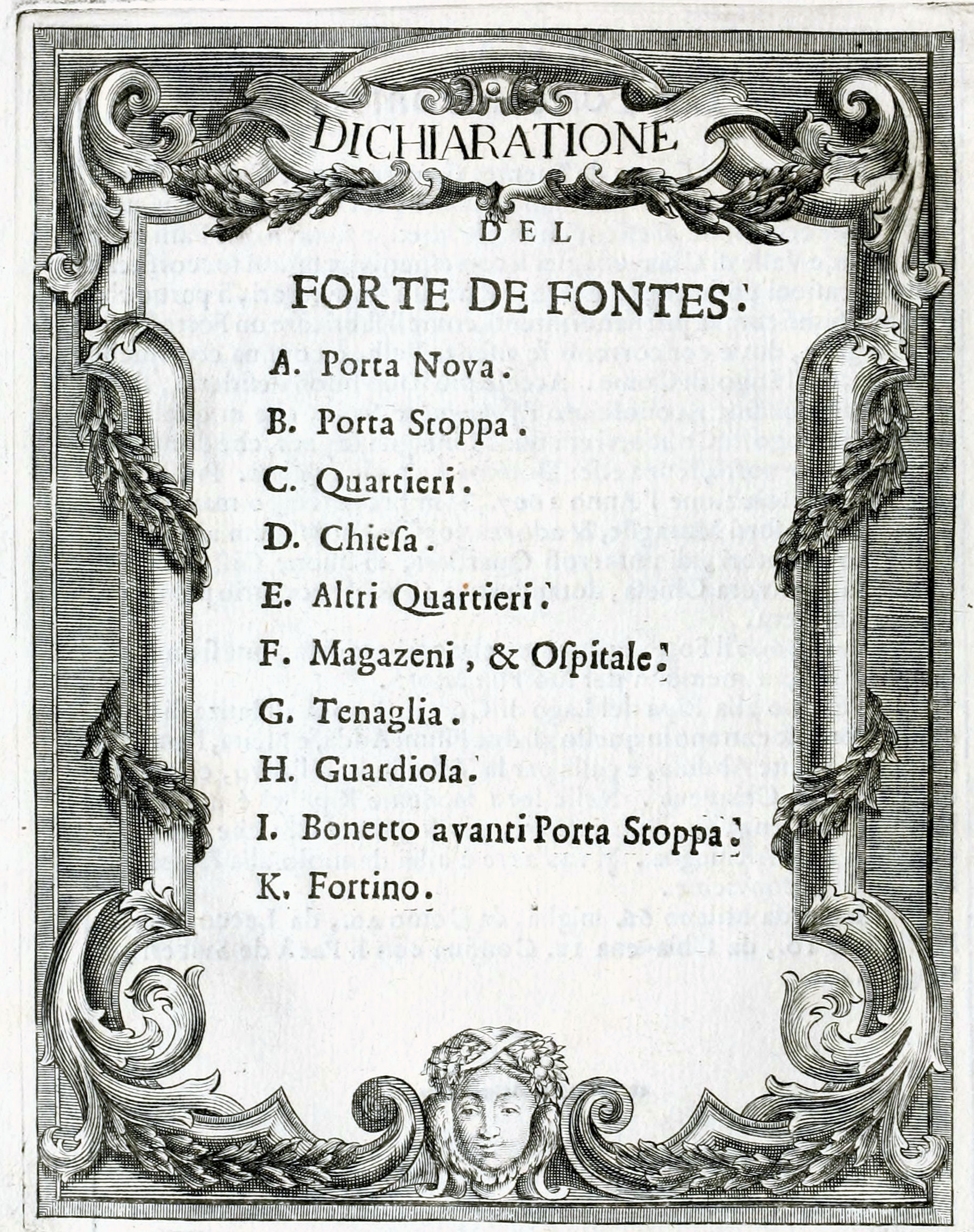
Legenda della carta
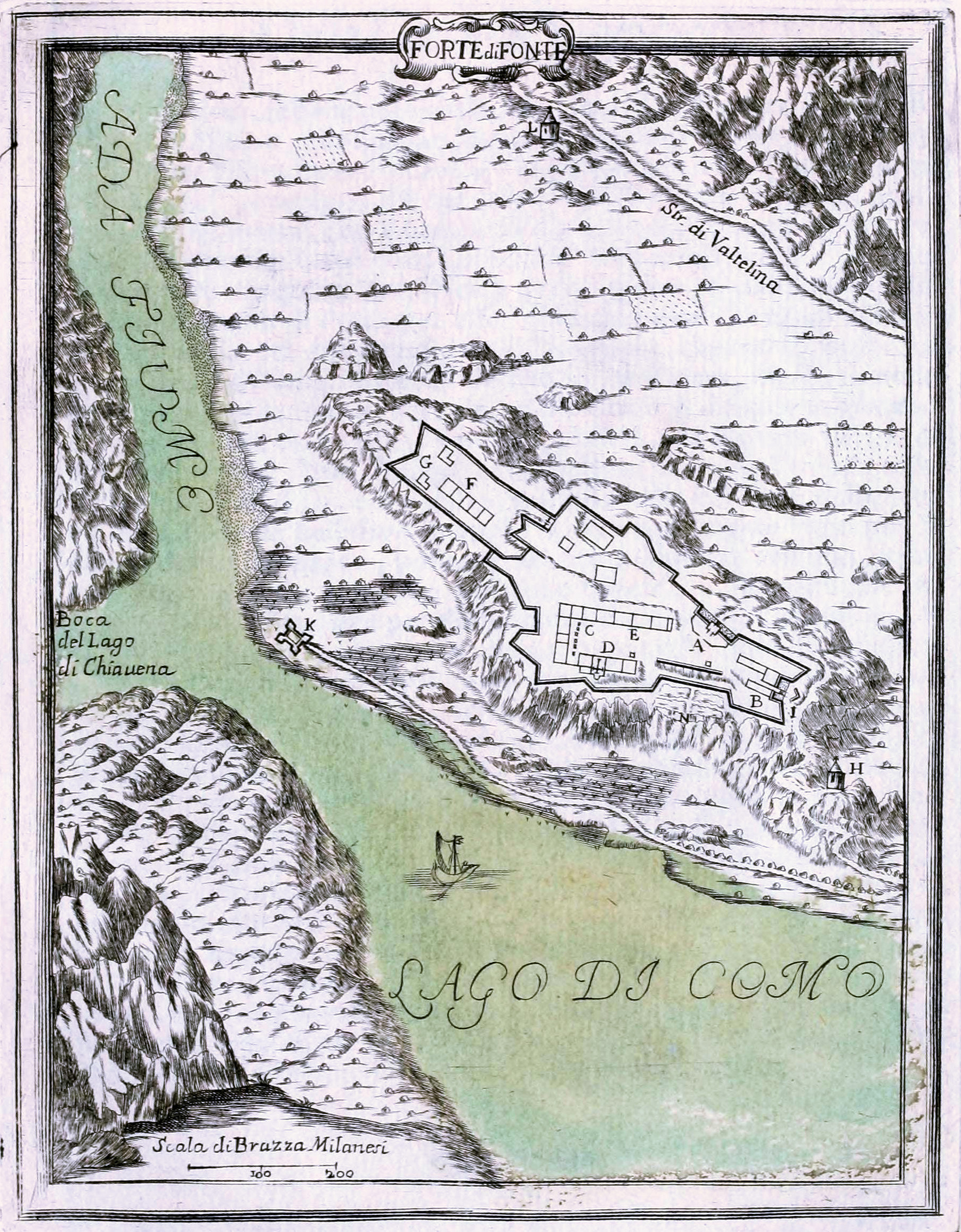
Il forte di Fuentes nel 1707

## Le guerre del 1700
Durante la guerra di successione spagnola, il forte dapprima resistette a un attacco da parte dei soldati tedeschi giunti dalla Valsassina (1704) ma poi capitolò di fronte alle truppe del principe Eugenio di Savoia (1706).
Nel XVIII secolo, al termine di numerosi assedi da parte di vari schieramenti, il forte venne visitato dall'imperatore Giuseppe II d'Austria, il quale nel 1782 ne ordinò la smilitarizzazione, ritenendolo militarmente inutile. L'ultimo governatore del forte fu il barone Domenico Schroder, il quale venne cacciato nel 1796 per mano delle truppe guastatrici napoleoniche dirette dal generale Rambeau. Furono proprio le truppe napoleoniche che, nello stesso anno, procedettero a smantellare il forte, su ordine dello stesso Napoleone che, con questo gesto, mirava a ottenere il favore dei Grigioni. 
Lo smantellamento costò 4784 Lire, messe in conto alla città di Como.
Nei quasi due secoli in cui il forte rimase presidiato, i soldati dovettero spesso fare i conti sia con la scarsità d'acqua, sia con la malaria la cui diffusione era facilitata dalle vicine paludi del Pian di Spagna, area umida oggi dichiarata riserva naturale, che nel nome ricorda gli antichi dominatori della zona.
Nei primi decenni del XIX secolo il forte divenne un covo di banditi ricercati dall'autorità austriaca.

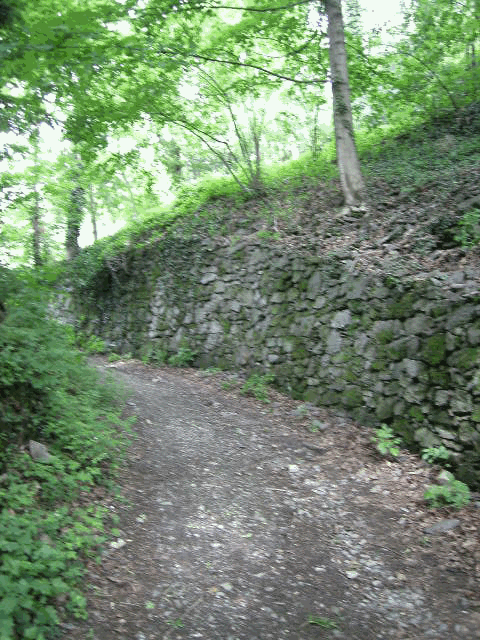
Il percorso per il forte
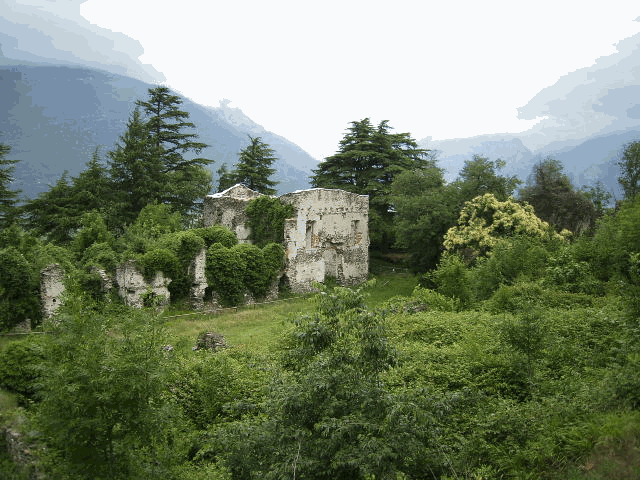
Chiesa di Santa Barbara

## Il forte nel 1900
Nel 1916 le rovine del forte divennero la base su cui realizzare, nel quadro del sistema della Frontiera Nord, due appostamenti blindati per cannoni di medio calibro. Questi avevano lo scopo di svolgere il ruolo del vicino forte Montecchio Nord disarmato nel corso dell'anno precedente. Per ridurre l'individuabilità delle postazioni, si demolì una torre rotonda allora esistente sul lato ovest.
Da allora, il forte di Fuentes rimase proprietà di privati fino al 1988, quando fu acquistato dall'amministrazione provinciale di Como (che comprendeva a quel tempo il lecchese), che operò una serie di interventi per preservare la struttura dal degrado.
Oggi sono ancora visibili i resti delle mura che racchiudono una vasta piazza d'armi dove si trovavano gli alloggiamenti dei soldati, l'edificio del comando, il mulino e il forno, e la chiesa dedicata a santa Barbara protettrice degli artiglieri.

## Il forte negli anni 2000
Dal 2012 il forte è manutenuto e gestito dal Museo della Guerra Bianca in Adamello.